# Gmina Kreševo
Gmina Kreševo (boś. Općina Kreševo) – gmina w Bośni i Hercegowinie, w kantonie środkowobośniackim. W 2013 roku liczyła 5273 mieszkańców.